# An Lạc (phường)
An Lạc là một phường thuộc Thành phố Hồ Chí Minh, Việt Nam.

## Địa lý
Phường An Lạc nằm ở phía nam quận Bình Tân, có vị trí địa lý:
- Phía đông giáp Quận 8 và Quận 6
- Phía tây giáp phường Tân Tạo A và huyện Bình Chánh
- Phía nam giáp Quận 8
- Phía bắc giáp các phường An Lạc A và Bình Trị Đông B.

Phường có diện tích 4,84 km², dân số năm 2021 là 86.316 người,  mật độ dân số đạt 17.833 người/km².

## Lịch sử
Dưới thời Pháp thuộc, An Lạc là một làng thuộc tổng Long Hưng Thượng, quận Trung Quận (còn được gọi là quận Gò Đen), tỉnh Chợ Lớn.
Sau năm 1956, các làng được gọi là xã. Vào năm 1957, chính quyền Việt Nam Cộng hòa giải thể tỉnh Chợ Lớn và sáp nhập phần lớn quận Gò Đen cũ (gồm ba tổng Long Hưng Thượng, Long Hưng Trung và Tân Phong Hạ) vào tỉnh Gia Định để thành lập quận Bình Chánh, xã An Lạc thuộc quận Bình Chánh.
Sau năm 1975, An Lạc là một xã thuộc huyện Bình Chánh, Thành phố Hồ Chí Minh.
Ngày 12 tháng 9 năm 1981, Hội đồng Bộ trưởng ban hành Quyết định 67-HĐBT. Theo đó:
- Thành lập thị trấn An Lạc, thị trấn huyện lỵ huyện Bình Chánh trên cơ sở một phần diện tích và dân số của xã An Lạc.
- Sáp nhập phần diện tích, dân số còn lại của xã An Lạc vào các xã Bình Trị Đông, Tân Kiên và Tân Tạo.

Sau khi thành lập, thị trấn An Lạc có diện tích 614 ha.
Ngày 5 tháng 11 năm 2003, Chính phủ ban hành Nghị định 130/2003/NĐ-CP. Theo đó:
- Thành lập quận Bình Tân trên cơ sở tách thị trấn An Lạc và 3 xã: Bình Hưng Hòa, Bình Trị Đông và Tân Tạo thuộc huyện Bình Chánh
- Giải thể thị trấn An Lạc để thành lập 2 phường An Lạc và An Lạc A thuộc quận Bình Tân.

Sau khi thành lập, phường An Lạc có 459 ha diện tích tự nhiên và 18.879 người.